# Chlamydomonas globus
Chlamydomonas globus là một loài tảo trong họ Chlamydomonadaceae, thuộc chi Chlamydomonas.